# Imortal DC
Imortal DC, właśc. Imortal Desportivo Clube – portugalski klub piłkarski z siedzibą w Albufeirze.

## Historia
Klub został założony w 1920. W swojej historii rozegrał dwa sezony na poziomie drugiej ligi (w latach 2000–2002).

## Reprezentanci kraju grający w klubie
stan na listopad 2023
|  | - Wilson Alegre - Fua - Vəli Qasımov - Władko Szałamanow - Dossa Júnior - Kim Grant - Abdoul Salam Sow - Sadjó Baldé - Briguel - Lovoalo Brito - Evaldo Lopes Ribeiro |  | - Nuno Pereira - Chiquinho Conde - Paulo Torres - Carlitos - Lito - Pelé - João Vicente - Israel Castro Franco - Gbassay Sessay - Jairson Semedo |